# Noxă
Noxele (din latină: noxa, „vătămare”) reprezintă agenți, factori sau împrejurări cu acțiune dăunătoare asupra organismelor, ce se răspândesc în atmosferă de obicei în timpul diferitelor procese tehnologice.

## Noxele profesionale
Noxele profesionale reprezintă acei factori din condițiile de muncă, care influențează negativ starea de sănătate a angajaților, determinând sau favorizând starea de boală sau scăderea capacității de muncă.

### Clasificarea noxelor profesionale
Clasificarea noxelor profesionale se face după criteriul apartenenței la unul din cei 4 factori componenți ai condiției de muncă:

#### Factori nefiziologici
Aceste noxe profesionale aparțin de efectuarea unor sarcini profesionale în mod nefiziologic și de organizarea nefiziologică a muncii:
- intensitate mare a efortului predominant musculo–osteo–articular sau a efortului neuro–psiho–senzorial;
- durata exagerată a muncii – peste durata normală a zilei de muncă;
- ritm de muncă necorespunzător;
- regim de muncă necorespunzător – raportul dintre perioadele de muncă și cele de repaus necorespunzătoare fiziologic;
- efort static prelungit al anumitor grupe musculare;
- alternanța necorespunzătoare din punct de vedere fiziologic, pentru anumite persoane, a celor trei schimburi de muncă;
- poziții în muncă vicioase, forțate și prelungite;
- munca monotonă, cu subsolicitări etc.

#### Factori neigienici
Aceste noxe profesionale aparțin de condițiile neigenice ale mediului de muncă:
- agenți fizici: temperatură ridicată sau scăzută, radiații electromagnetice cu energie mare și expunere prelungită (microunde, infraroșii, vizibile, ultraviolete, laser, ionizante), zgomot peste limita admisă, vibrații mecanice peste limita admisă etc.
- agenți chimici: toate substanțele chimice din procesele tehnologice pot deveni toxice profesionale(agenți chimic), prin creșterea concentrației lor în locurile de muncă peste limitele admise (plumb,mercur, toluen, acetonă etc.)
- agenți fizico-chimici: toate pulberile de la locurile de muncă de natură organică (vegetală sau animală), minerală sau metalică, care devin periculoase prin creșterea concentrațiilor lor peste limitele admise și pot acționa prin proprietățile lor fizice și/sau prin proprietățile lor chimice.
- agenți biologici: microbi, virusuri, paraziți etc., prezenți la locul de muncă (brucele, leptospire,virusul hepatitei B etc.)

#### Factori neergonomici
Aceste noxe profesionale aparțin de relația necorespunzătoare om-mașină.
Relația dintre angajat și mașina cu care lucrează sau pe care o supraveghează, poate determina:
- eforturi intense (chiar și de scurtă durată),
- suprasolicitări de atenție timp îndelungat,
- suprasolicitări ale analizatorului vizual timp îndelungat,

sau poate genera apariția unor factori de mediu nocivi (zgomot,vibrații mecanice, toxice etc.).

#### Factori psiho-sociali necorespunzători
Aceste noxe profesionale aparțin de relațiile necorespunzătoare psiho-sociale dintr-un colectiv de muncă:
- relația necorespunzătoare dintre un conducător (șef de echipă, șef de secție etc.) și subordonații săi;
- relații necorespunzătoare între membrii aceleiași echipe (colectiv);
- lipsa motivației în muncă;
- lipsa unei satisfacții morale sau materiale;
- existența unei inechități la locul de muncă.

Din punctul de vedere al medicinii muncii, noxele, denumite și agenți nocivi reprezintă orice factor chimic, fizic sau biologic prezent în mediul profesional (numit și mediu de muncă sau mediul ocupațional) și care poate constitui un pericol pentru sănătatea angajaților. Majoritatea noxelor prezentate reprezintă amestecuri complexe generate în următoarele tipuri de procese de muncă
- termice (sudură, combustia cărbunelui, lemnului, cocsului, piroliza maselor plastice, cauciucului, etc.),
- mecanice (prelucrarea mecanică a oțelurilor, materialelor refractare, materialelor compozite, mineritul, activități de izolație, prelucrarea mecanică a materialelor textile etc.),
- electrochimice (acoperiri metalice),
- chimice (sinteza compușilor organici și anorganici, vopselelor, polimerilor, combustibililor, conservarea lemnului, pielii etc.)

## Determinarea emisiei de noxe
Prin emisie de noxe se înțelege eliminarea în atmosferă a unor poluanți solizi lichizi sau gazoși din surse punctiforme sau de suprafață.
Prin imisie de noxe se înțelege transferul poluanților din atmosferă către un receptor (omul și factorii sistemului sau ecologic, bunuri materiale etc.)